# 欧根·卡沃特尼克广场

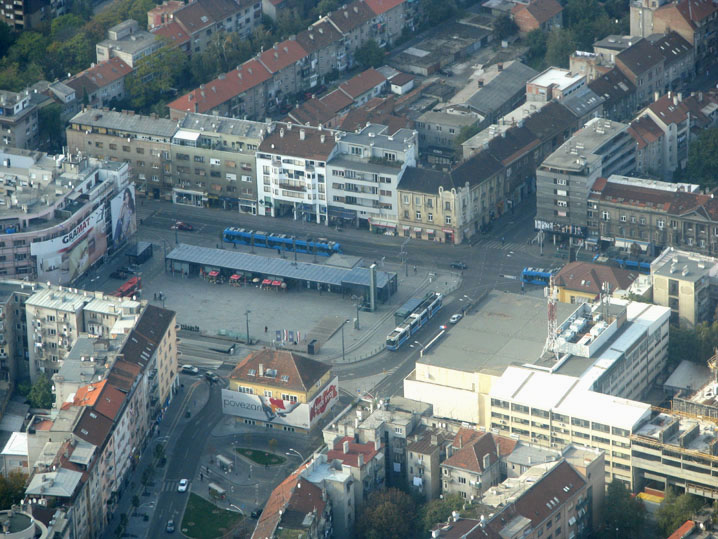

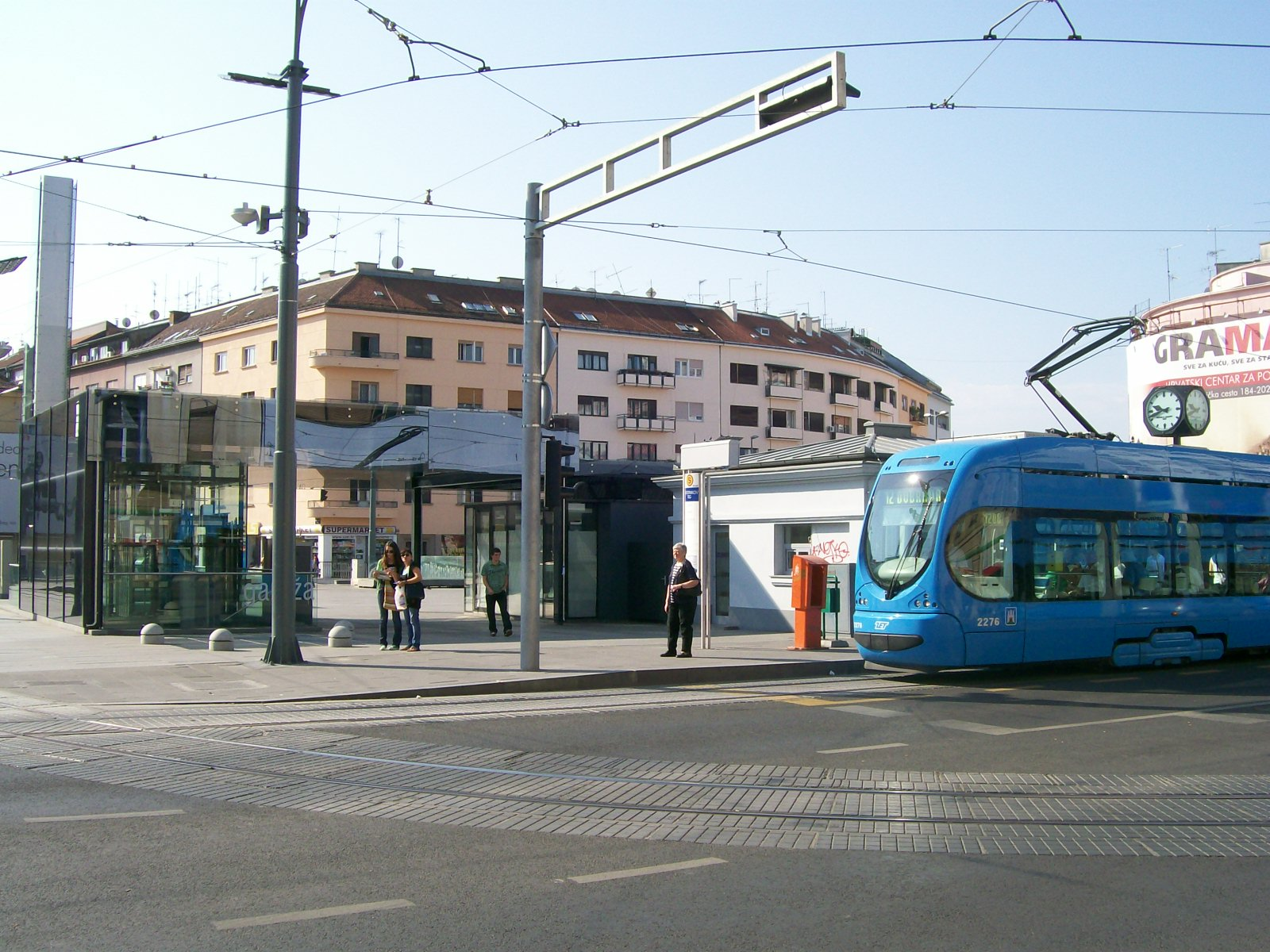

欧根·卡沃特尼克广场是克罗地亚萨格勒布的一个广场，位于马克西米、Gornji Grad - Medveščak和下城区（Donji grad）的边界，并且是Vlaška街，DragutinDomjanić街，Maksimirska街，Vjekoslav Heinzel大街和Pavao Šubić 大街的交汇处。卡沃特尼克广场是萨格勒布人最常去的广场之一。 
广场最近正在进行一个大型的改造项目，包括一个地下停车场。 但更新遭到附近居民的抵制.该广场是萨格勒布内的主要交通枢纽，4, 5, 7, 11, 12 和13路电车经过或终止于广场。